# Rive gauche
Rive gauche is een Franse filmkomedie uit 1931 onder regie van Alexander Korda.

## Verhaal
Een jonge vrouw laat haar vriend staan om te trouwen met een bankier. Later keert ze terug naar Montparnasse om haar geliefde terug te vinden.

## Rolverdeling
| Acteur           | Personage       |
| ---------------- | --------------- |
| Meg Lemonnier    | Lulu            |
| Henri Garat      | Robert Delattre |
| Marcelle Praince | Liane           |
| Robert Arnoux    | Alfred          |
| Jean Worms       | Gérard Arnaudy  |
| Georges Bever    | Ober            |
| Fanny Clair      | Daisy           |
| Nino Constantini | Secretaris      |